# استاگیرا (یونان)
استاگیرا (به لاتین: Stagira) یک منطقهٔ مسکونی در یونان است که در شهرستان اریستوتلیس واقع شده‌است.